# Иван Јевремовић
Иван Јевремовић (Чајетина, 1890—1947) био је земљорадник, учесник Балканских ратова и Првог светског рата и носилац Карађорђеве звезде са мачевима.
Рођен је 25. јула 1890. године у Чајетини, у породици Обрена и Новке. После завршене основне школе радио је на очевом имању. На одслужење војног рока отишао је 5. априла 1912. године, где га је затекао почетак Први балкански рат, у који је отишао у саставу 3. чете 2. батаљона IV пешадијског пука. У току седмогодишњег ратовања више пута се истицао јунаштвом, поготово у октобру 1916. године на положају на Црним чукама, када је са Браниславом Раковићем, заробио целу бугарску чету.
После рата вратио се на имање, где је умро 1947. године.